# İbrahim Kaş
Pour les articles homonymes, voir Kas.
İbrahim Kaş est un footballeur turc né le 26 septembre 1986 à Karabük en Turquie. Il joue au poste de défenseur.

## Carrière club

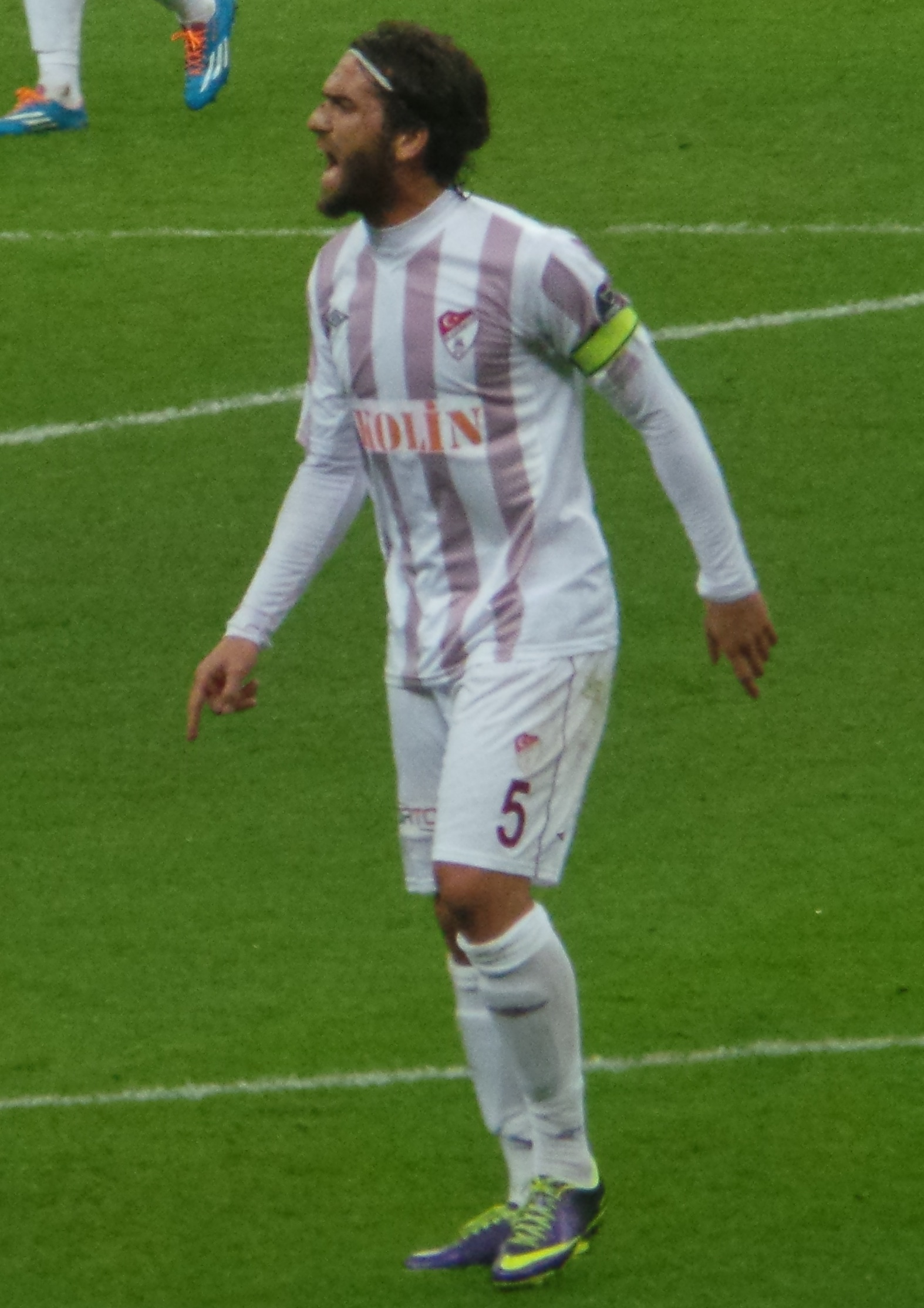
Ibrahim Kas.

Il a commencé le football en 1992-1993 dans une école de football d’été. Ensuite il a décidé de jouer dans l’équipe de son quartier a Beşyüzevler SK. Après il a été accepté dans l’infrastructure de K.Karabükspor puis en 2002 à Besiktas JK. Malgré son jeune âge, son physique et sa contribution ont attiré l'attention de ses enseignants. Avec Rıza Çalımbay il a commencé à jouer avec l’équipe A de Besiktas.
Pendant la saison 2004-2005 il a eu la chance de mettre pour la première fois le maillot de Besiktas. Avec l’arrivée de Jean Tigana il a été prêté à Kocaelispor pour qu’il puisse gagner de l’expérience, puis encore avec l’accord de Jean Tigana il retourne à Besiktas pour la saison 2006-2007.
Ibrahim a fait un sursaut pendant la saison 2007-2008 et à la fin de la saison il décide de quitter Besiktas pour faire une carrière en Europe particulièrement au club espagnol Getafe. Après un reportage, il confirme qu’aucune personne lui a demandé de rester à Besiktas et c’est aussi une des raisons qui l'a poussé à quitter la Turquie.
Il a joué neuf matchs dans La Liga. Le 21 août 2009 il retourne à Besiktas pour une saison en prêt.
Arrivé au mois de juillet 2011 à Bursaspor, il est prêté 2 mois plus tard à Mersin Idman Yurdu SK pour cause de mauvaise conduite lors d'un match de Ligue Europa.

## Carrière internationale
İbrahim Kaş a joué dans toutes les équipes de jeunes de Turquie. Il était dans l’effectif de la Turquie pour la qualification en coupe du monde.
Il joue son premier match au niveau international le 17 novembre 2007 contre la Norvège espoirs mais a dû quitter le terrain en se blessant à la seizième minute.
Il a été choisi dans le premier effectif turc pour l’Euro 2008, mais a été retiré de la liste par Fatih Terim avec trois autres joueurs. Il a été choisi plusieurs fois pour le tour préliminaire de la coupe du monde de football 2010.